# ROCK KIDS 802
『ROCK KIDS 802』（ロックキッズエイトオーツー）は、FM802で生放送されているラジオ番組。通称「ロックキッズ」「RK」。番組のハッシュタグは「#RK802」。
この項目では、金曜日や土曜日に放送された姉妹番組についても記載する。

## 概要
1989年6月の開局時から放送されている長寿番組。放送開始から約20年間は夕方、2008年10月からは夜に放送されている。『関西No.1リクエストプログラム』のキャッチコピー通り、一貫して新旧洋邦問わずリスナーからのリクエスト曲による選曲（同局の基準に基づく）とさまざまな企画によって構成されている。
夕方に放送されていた当時はインターネット、FAXに加え、電話でのリクエストも可能で、リクエストセンターからのレポートを担当するDJがいた。また、番組全編を通してのスポンサーがついたスペシャルプログラムも不定期に放送されていた。
夜に移動とともに、スタジオやコーナーの模様替えなど大幅なリニューアルを行い、番組名やDJこそ変わらないものの「新しい番組が始まったようだ」と言われた。リクエストはインターネットでのみになり、リクエストセンターからのレポートも終了。代わりにアシスタントが新たに導入された。
また、番組のカラーがより中高生リスナー向けになった。2009年春には「ACCESSキャンペーン」と連動し、『あなたの学校名を教えてください』と題して、リスナーの通う学校名・出身校名をリクエストとともに募った。これが好評だったことから、その後も学校名を募集。それから「ラジ友（ラジオを一緒に聴いている友達）」を作ろうというブームが番組内で起こっている。
番組開始時から日替わりDJスタイルを貫いていたが、開始から24年を迎えた2013年4月から落合健太郎が全曜日を担当。番組のリニューアルとともに、「-OCHIKEN Goes ON!!-（-オチケン・ゴーズ・オン-）」のサブタイトルがついた。

## 放送時間
現在
月 - 木曜：21:00 - 23:48（2015年4月1日 - ）
以前
月 - 木曜：16:00 - 18:55（1989年6月 - 2008年10月3日）
月 - 木曜：21:00 - 翌0:00（2008年10月6日 - 2010年4月1日）
月 - 木曜：21:00 - 翌1:00（2010年4月5日 - 2011年8月31日）
月 - 木曜：21:00 - 翌0:48（2011年9月1日 - 2012年3月31日）
月 - 木曜：21:00 - 23:48（2012年4月1日 - 2012年11月30日）
月 - 木曜：21:00 - 23:43（2012年12月3日 - 2015年3月31日）
- 開局記念日の6月1日および12月31日には特別番組を放送するため休止。
- 夕方時代には、『FM802 HOLIDAY SPECIAL』[注 1]を放送したため祝日は休止になることが多かったが、夜に移動後はその影響は受けることはほとんどない。ただし、稀ではあるが枠移動後も『FM802 HOLIDAY SPECIAL』を当該時間帯で放送する場合は休止または放送時間が短縮されることがある。
- 夜に移動後は、12月1日に行われる『Act Against AIDS LIVE in OSAKA』を終了まで生中継していた[注 2]ため、開始時間が遅れることがあった（2010年まで）。
- 2010年4月からは放送時間が1時間枠大（21:00 - 翌1:00→翌0:48）し、それに伴い、中間点である23時に時報が挿入された。2012年4月には23:48までの約3時間に戻り、2012年12月からはJFL5局ネットの『NIPPON SEKIJUJISHA "GAKUKEN" THE REASON WHY』を放送していたためさらに4分短縮され、23:44までとなっていた。2015年4月よりふたたび23:48までの放送になった。

## DJ
現在
- 落合健太郎（2002年4月から2004年3月までは水曜、2004年4月から2013年3月までは木曜、2013年4月から毎日担当）

代演
落合が海外出張などで出演できない際は、金曜日を担当している高樹または当日に別番組を担当していないDJが代演する。なお、2023年に落合が新型コロナウイルスに感染した際は、以下のDJが代演した。
- 1月16日 - 仁井聡子（過去には夕方時代にレギュラーDJを担当していた）
- 1月17日 - 高樹リサ
- 1月18日 - 内田絢子

過去
(2000年以降)
|                         |                          | 月曜日   | 火曜日   | 水曜日     | 木曜日     |
| ----------------------- | ------------------------ | -------- | -------- | ---------- | ---------- |
|                         | 2001年9月                | 鮎貝健   | 浅井博章 | 岡本祐佳   | 西任暁子   |
| 2001年10月              | 2002年3月                | 西田新   | 浅井博章 | 岡本祐佳   | 西任暁子   |
| 2002年4月               | 2003年3月                | 西田新   | 浅井博章 | 落合健太郎 | 西任暁子   |
| 2003年4月               | 2004年3月                | 西田新   | 浅井博章 | 落合健太郎 | 小嶋晶子   |
| 2004年4月               | 2005年3月                | 浅井博章 | 西田新   | 小嶋晶子   | 落合健太郎 |
| 2005年4月               | 2006年9月                | 浅井博章 | 西田新   | 大抜卓人   | 落合健太郎 |
| 2006年10月              | 2008年9月 ここまで夕方枠 | 浅井博章 | 西田新   | 成田真美   | 落合健太郎 |
| 2008年10月 ここから夜枠 | 2012年3月                | 浅井博章 | 西田新   | 大抜卓人   | 落合健太郎 |
| 2012年4月               | 2013年3月                | 野村雅夫 | 鬼頭由芽 | 大抜卓人   | 落合健太郎 |

(2000年以前)
| - 伊藤政則（開局時） - 小田靜枝（開局時） - 土山和子（開局時） - 鈴木しょう治（開局時） | - デイル - 中島ヒロト - 久保田コージ - 仁井聡子 ほか |

### アシスタント
2008年10月の大幅改編を期にアシスタントが登場。一部コーナーの進行などを担当していたが、2013年3月をもって全員卒業した。
|            |            | 月・水曜日 | 火・木曜日 |
| ---------- | ---------- | ---------- | ---------- |
| 2008年10月 | 2009年10月 | Seana      | Seana      |
| 2009年11月 | 2010年9月  | Seana      | ピノ       |
| 2010年10月 | 2012年2月  | アイ       | ピノ       |
| 2012年2月  | 2012年8月  | アイ       | ヨーコ     |
| 2012年8月  | 2012年9月  | ヨーコ     | ヨーコ     |
| 2012年9月  | 2013年3月  | シホ       | ヨーコ     |

## 番組グッズ
正体が何なのかは隠されている。“どれだけ欲しいか”をメッセージ欄でアピールすればもらえる。
- たけしくん - 2009年春に登場。“たけしくん0号”というキャラクターが、時折番組に登場する。2012年2月現在、休止中。
- けいこちゃん - 2009年冬に登場。“たけしくんの彼女”という設定。2012年ごろ自然消滅。

- オチケソ - 2013年春に登場

- 上手くいくシール - 毎年冬から春にかけて受験シーズンになると受験生応援グッズとして登場する。1人最大5枚までで、デザインは非公開となっている。また写真のSNSへのアップロードも禁止となっている。

## コーナー
2025年6月時点
- 21:15（月曜日）- 三井ショッピングパーク ららぽーと ACCESS! MY REQUEST
- 22:00 - リクエストTOP5（前日放送分（月曜は木曜放送分）の番組に寄せられたリクエストを集計し、ランキングにして発表する）
- 23:00（木曜日）- Next To You（DJ：Perfume）
- 23:15（火曜日） - Scratch Fortune（三択の心理テスト。明日の運勢とラッキーメニューがわかる。）
- 23:15（木曜日） - セブンティーンアイス Expo Jam
- 23時台（木曜日）- 木曜絵描き語り（落合の言うとおりに絵を描き、Xに投稿する。投稿された作品はROCK KIDSギャラリー、No.1に選ばれたリスナーはピカソと呼ばれる。また、終了後に洋楽ヘビーローテーションがOAされる。［※2025年頭頃から、絵の答えと関連した一曲がOAされた後に洋楽ヘビーローテーションがOAされるようになった。］）

夕方時は17時前後にリクエストランキングを発表し、1位の曲をほぼフルでオンエアしていた。「-OCHIKEN Goes ON!!-」にリニューアルしてからは、番組のオープニングでもリクエストランキングを発表していたが、全曜日で22時前後の1回に戻している。なお、2015年10月より金曜版と土曜版が放送を開始したが、月曜日に前週木曜日のランキングを発表するスタイルは変わっていない。
この他にも、イレギュラー企画が行われる。また、コーナーとは関係なく、随時リスナーと電話をつなぐ。

### 終了した企画

#### 通し企画
夕方枠
- 18:32-18:37 - Honda ENTERTAINMENT INFORMATION（映画や書籍、音楽、ライブ、海外のエンタメ事情などエンターテイメント情報を伝える。）
- 18:32-18:37 - Honda Future Trax（毎日1アーティストを紹介し、情報とともに楽曲をオンエア。枠移動後は、後番組『THE NAKAJIMA HIROTO SHOW 802 RADIO MASTERS』にしばらく引き継がれた。）

夜枠
- 21:15（水曜日）- 阪神甲子園球場 MY REQUEST
- 21:15（木曜日）- 大阪芸術大学  Let's Pop Out（このコーナーのみDJ：板東さえかが出演） 「ヤバいTシャツ屋さん」も割と頻繁に登場していた。
- 21:35-21:40 - KASD 京都建築大学校 RADIO HIP（2009年6月 - 2010年3月。インターネットの人気検索キーワードを紹介する。）
- 22:22 - ECC予備校 Let's take a recess! - 「休憩をとろう」というタイトル通り、勉強の合間に一息つける話題を提供。日替わりで以下のテーマを設定している。
  - 月曜日：気になるインターネット検索ワード
  - 火曜日：西田心理テスト
  - 水曜日：洋楽のワンフレーズ
  - 木曜日：みんなに伝えたい名言
- 22:10-22:15 - ECC予備校ラジ友CONNECTION（近畿各地の学生レポーターが電話で登場し、身近な話題を紹介する）
- 23:00 - 23:20ごろ - Docomo COOL REQUEST（リスナーと電話をつなぐ）
  - キャンペーン（ACCESS!、ROCK THE SUMMERなど）期間中は、それにまつわる企画をこの時間を拡大して行う。
  - 2011年3月11日から1ヶ月の間は、東日本大震災による影響でスポンサーが自粛したため、冠なしの『COOL REQUEST』になった。
- 23:00（月曜日）- Cheers Time（その場にあるもので乾杯する。）
- 23:00（水曜日）- Road to 2025!! Our Communication

#### 曜日企画
カッコ内は担当DJ
月曜（浅井）
- 0時台 - ラジ友文庫（浅井お薦めの本を紹介する。  - 2012年3月）
- 0時台 - ミッドナイトカクテル（浅井お薦めの音楽を紹介する。  - 2012年3月）

月曜（野村）
- 私が名付け親（名前は知らないが身近にある物に、リスナーみんなで名前を付けていく。  - 2013年3月）

火曜（西田）
- 22:25-22:55 - 赤い風船 東京ディズニーリゾート(R)への旅 HIP REQUEST（2010年1月）
- 0時台 - 秘伝リクエスト（リスナーの多くが中高生であるため、その親が好きな曲をリクエストしてもらう。親から子に受け継ぐ曲として、秘伝と名付けられた。 - 2012年3月）
- 0時台 - KEEP YOUR HEADS UP!!（HIP-POPの曲を紹介。 - 2012年3月）

水曜（大抜）
- 21:15-21:35 - 朝日新聞 MY REQUEST（Jリーガーへのインタビューの紹介とリクエストを届ける。前番組のコーナー『DOO-NITE PITCH』とほぼ同じ。2008年10月 - ）
- 22:35-22:55 - E-ma HIP REQUEST（E-maのショップを大抜自らが取材し、紹介する。2008年10月 - ）
- 22時台
  - Galileo Galilei　北の空から（2009年11月 - 2010年3月。Galileo Galileiのメンバーが、当時本拠地としていた稚内市の様子や日々のメンバーの様子を留守電に吹き込み、それを放送する。バンドの上京に伴い終了。）
  - HIT THE ROCK!（コーナースタートから69・169・269番目（初期は6・9・69番目だった）にリクエストを受け付けた人にプレゼントを贈る[注 3]。）
- 0時台→23時台 - ROCK THIS WAY!!（あるロックアーティストにスポットを当て、その歴史を振り返る。 - 2013年3月）

木曜（落合）
- 0時台 - OKB48（落合(O)健太郎(K)がビビっと(B)来たことを紹介。）
- 0時台 - My Neighbor Beat（neighborとは、「隣人」という意味。リスナーの隣人、つまりバンド音源を紹介するコーナー。）

Seanaコーナー
- 火曜 - Seanaのツボ（Seanaおすすめの曲を紹介する。「この曲のツボは、最初から○分○秒後のこのフレーズ」と、その曲の歌詞が紹介される。2009年3月終了。）
- 月曜 - 勝手にSeana!（あるテーマに基づく2～4択の質問を出して、公式サイトでリスナーからの答えを募る。2009年9月頃消滅。）
- 火曜 - ビタミンSeana（2009年4月-9月頃）
- このほかに、CDターンテーブルを使ったり、口イントロを演奏したりするコーナーもあった（主に23時前に行う）。

## 携帯サイト
公式携帯サイトには、他番組にあるようなLIVE BBSやDIARYのほかに、下記のコーナーがあった。アシスタントブログ、RK牧場以外は、担当アシスタント卒業を機に終了。
- ぴのび～の（ピノによるリラックスストレッチ講座）
- アシスタントブログ（番組裏話や日常生活の様子が書かれている。更新率はこれが一番高い。旧題は『Seanaは一生小麦肌』。Seanaのみが書き込みをしていたが、ピノの加入により改題。また写真も大きくなった。）
- RK牧場（番組から送られたプレゼントの写真をリスナーに掲載してもらう）
- FASHION FOCUS（Seanaが撮影する、街角ファッションチェック。2009年11月のウェブリニューアルを機に終了。）
- SeaHolic（月1回更新。Seanaのオススメファッション。）

## ROCK KIDS 802 -YUME GO AROUND-
2015年10月放送開始。DJは2012年4月から2013年3月までの1年間、火曜日を担当していた鬼頭由芽。
公式には新番組として扱われており、ホームページやツイッターアカウントが別々に作成されている。また、リクエストランキングの発表もこの番組では行われない。
2017年4月より、月～木に合わせる形で「-YUME GO AROUND-」（-ユメ・ゴー・アラウンド-）のサブタイトルに改められた。
2020年7月31日の放送をもって番組が終了。同時に鬼頭は産休のためFM802のDJを卒業した。

### コーナー（-YUME GO AROUND-）
金曜
- 23:00-23:30 - Eggs The Future in Our Hands

音楽アプリ「Eggs」とのコラボレーションで番組お薦めの楽曲、注目アーティストを紹介。
日曜未明（土曜深夜）
- 0:00 - 週末 MOVIE Concierge

大の映画好きである鬼頭おすすめの映画を紹介。

## ROCK KIDS 802 -FRIDAY- /-SATURDAY-
鬼頭の卒業に伴い、リニューアルする形で放送開始。DJは高樹リサ。

### コーナー（-FRIDAY- /-SATURDAY-）
金曜
- 23:00-23:30 - 松原市 Radio Fields

松原市親善大使であるflumpoolの山村隆太と高樹がリスナーからのメールを元にトークを繰り広げるコーナー。

## ROCK KIDS 802 -Lisa Lit Friday-
2023年3月で土曜版の放送が終了することに伴い、再改題。DJは前身番組に引き続き高樹リサ。

### コーナー（-Lisa Lit Friday-）
- 23:00-23:30 - 松原市 Radio Fields

松原市親善大使であるflumpoolの山村隆太と高樹がリスナーからのメールを元にトークを繰り広げるコーナー。

## エピソード
- 移動直後は、火曜担当（当時）の西田が、番組終了後スタジオ外廊下にあるスタンドマイク前に立ち、続いて放送されていた『HYPER ACTIVE!? -OH! YAH! ZEE! MARK'E』のオープニングにも出演していた。DJのマーキーとのクロストーク（初期は、得意のラップ（お題はマーキーからの無茶ぶりが多い）も披露していた）が毎週恒例になっていた（SAIのエンディングではそのあとも続いていたが、西田が担当していた『INTO YOUR STAGE』の終了に伴い2010年春に消滅）。そのほかにも、DJやアシスタントが、マーキーとクロストークをすることなどがあった。

## 番組ライブイベント
ROCK KIDS 802 -OCHIKEN GOES ON!- SPECIAL LIVE 『HIGH!HIGH!HIGH!』
- 2014年から毎年夏に開催されるインドアイベント。番組ゆかりのアーティストが多数出演する。
- 例年はなんばHatchで開催されるが、2017・21・22年は大阪城ホールで開催された。

REQUESTAGE（リクエステージ）
- 毎年大阪城ホールで行われるビッグイベント。動員数は1万人を超える。関西ローカルラジオ番組のイベントとしては異例の豪華なラインナップのアーティストが出演する。
- 2013年からは、番組主催ではなく、"FM802 SPECIAL STAGE"として開催。

HIGH SCHOOL HIGH!!(ハイスクールハイ)
- 2009年11月26日にZepp Osakaで開催。FUNKY MONKEY BABYS、Aqua Timez、近藤夏子、シークレットオープニングアクトとしてSONG RIDERSが出演した。